# Remy Bonjasky
Remy Kenneth Bonjasky (Paramaribo, 10 de janeiro de 1976) é um kickboxer profissional surinameso-neerlandês. Ele foi três vezes campeão do K-1 World Grand Prix. Ele é famoso por sua excelente defesa, joelhadas e chutes voadores.

## Biografia
Remy Bonjasky nasceu em Paramaribo, Suriname e foi para os Países Baixos com cinco anos de idade. Praticou futebol na adolescência mas após uma fratura da perna, preferiu parar com o esporte. Com 18 anos, um amigo o levou para uma grande sala de Muay Thai (na célebre Mejiro Gym de Amsterdã).
Seu primeiro combate foi aos dezenove anos, contra um kickboxer e lutador de MMA holandês chamado Valentijn Overeem, que venceu por nocaute técnico. A partir desse momento, deixa o seu emprego de operador de rede e começou a treinar em tempo integral. Apesar da derrota no seu primeiro combate no K-1 (cuja decisão é polêmica), ele venceu seu segundo combate por nocaute técnico Ray Sefo.

## Títulos
- 1998 Campeão europeu super-pesado IPMTF
- 1998 Campeão do KO Power Tournament runner-up
- 1999 Campeão mundial super-pesado WPKA de Muay Thai
- 2003 Campeão do K-1 World Grand Prix em Las Vegas II
- 2003 Campeão do K-1 World Grand Prix Final
- 2004 Campeão do K-1 World Grand Prix Final
- 2008 Campeão do K-1 World Grand Prix Final[1]